# کاخ عظم (حماه)
کاخ عَظْم یک کاخ متعلق به قرن ۱۸م از دوران سوریه عثمانی در حماه، سوریه است که در مرکز شهر و در کنار رود عاصی، حدود ۴۰۰ متر (۱٬۳۰۰ فوت) جنوب قلعه حماه قرار دارد. راس برنز، نویسنده کتاب یادمان‌های سوریه (۱۹۹۹)، به‌طور گزارش‌شده کاخ عظم را «یکی از زیباترین ساختمان‌های مسکونی عثمانی در سوریه» دانسته است. این کاخ از سال ۱۹۵۶ به‌عنوان موزه باستان‌شناسی منطقه‌ای مورد استفاده قرار گرفته است.

## تاریخ
کاخ عظم در حماه در سال ۱۷۴۲ توسط فرماندار امپراتوری عثمانی، اسعد پاشا العظم به‌عنوان محل اقامت شخصی او ساخته شد. این کاخ تا پایان دوران حکومت خاندان عظم در قرن ۱۹م محل سکونت فرمانداران عظم در حماه بود.
کاخی بزرگ‌تر با همان طرح اولیه، که به‌عنوان کاخ العظم نیز شناخته می‌شود، در دمشق توسط اسعد پاشا زمانی که در سال ۱۷۴۳ فرماندار این شهر شد، ساخته شد.
کاخ از سال ۱۹۵۶ به‌عنوان موزه مورد استفاده قرار گرفته است. این کاخ در طول کشتار ۱۹۸۲ حماة به‌شدت آسیب دید، اما پس از آن به‌طور عمده بازسازی شد.

## معماری

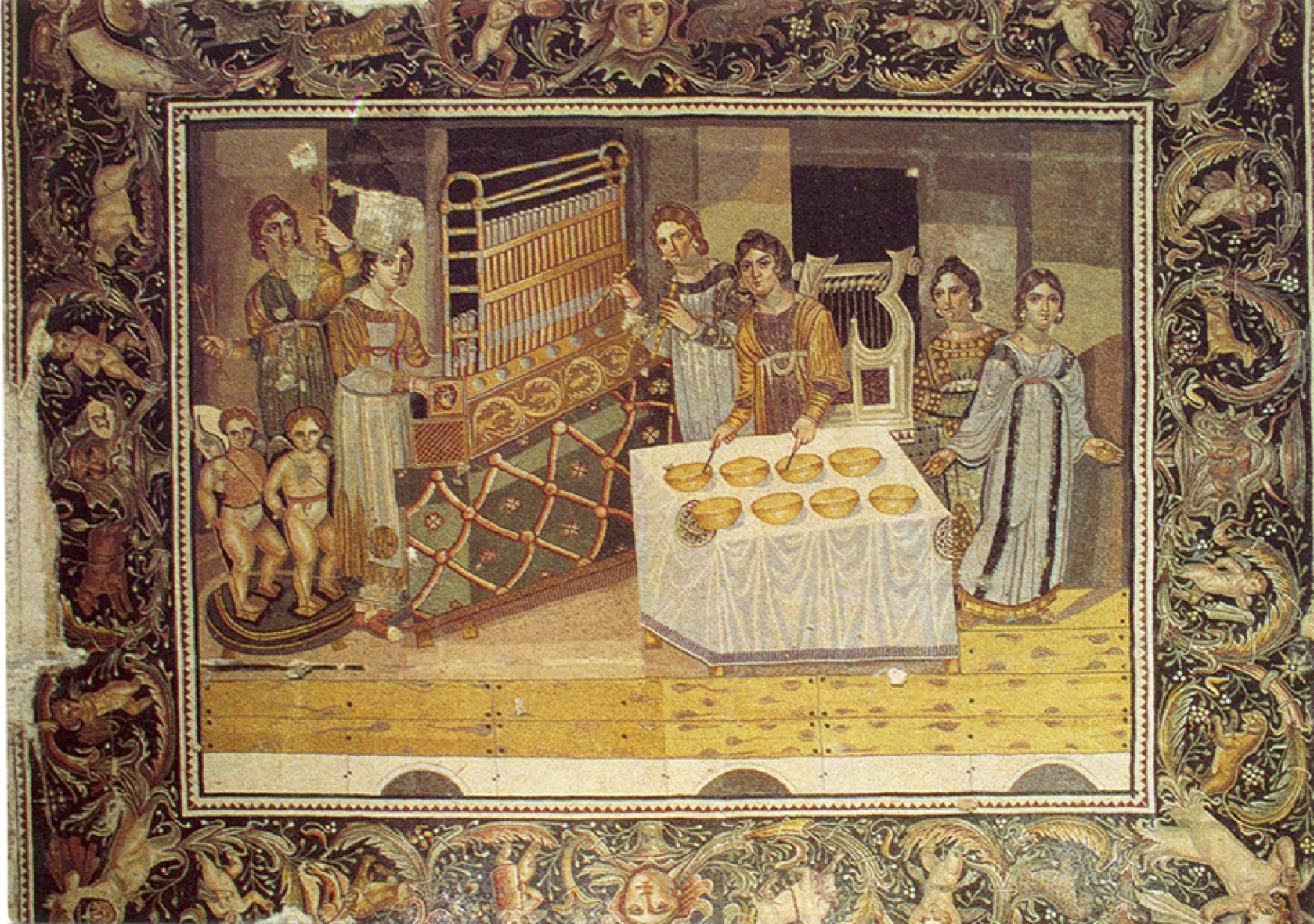
موزاییک «موسیقی‌دانان» از قرن چهارم میلادی با ارگ، دولوآلوس، لیر، سنج، و هشت کاسه «اکسیوافی» از یک ویلای رومی در مریمین، حمص، سوریه.

برخلاف کاخ عظم در دمشق، کاخ عظم در حماه دو حیاط دارد که هرکدام در یک طبقه قرار دارند. حیاط طبقه همکف یک فواره در وسط دارد و با درختانی که برای فراهم آوردن سایه کاشته شده‌اند، تزئین شده است. یک ایوان سه‌جانبه در یک انتهای حیاط قرار دارد تا محل نشستن برای ساکنان فراهم آورد. هدف حیاط طبقه دوم استفاده از بادها و هوای خنک است. پله‌ها به حیاط بالایی می‌برند، جایی که یک اتاق پذیرایی بزرگ وجود دارد؛ برای محافظت از نما، یک پرتیکوی قوسی شکل ساخته شده است و هر سطح داخلی ساختمان با کارهای چوبی رنگ‌شده، سنگ‌کاری راه‌راه، و مرمر الگودار تزئین شده است. یک گنبد بزرگ بالای ناحیه مرکزی قرار دارد.
اتاق‌های دیگر در داخل نیز با فواره‌ها و لت‌های رنگ‌شده از پرندگان و درختان تزئین شده‌اند. علاوه بر این، اتاق‌هایی که به حیاط بالایی باز می‌شوند، نمایش‌هایی از «سنت‌های مردمی» دارند که در آن‌ها مانکن‌هایی با لباس‌های محلی صحنه‌های روزمره زندگی سوریه را به نمایش می‌گذارند. نزدیک به منطقه ورودی، گرمابه خصوصی کاخ عظم قرار دارد. با این حال، به‌نظر می‌رسد که این گرمابه برای استفاده عمومی نیز در دسترس بوده است.
حیاط کوچک‌تر در طبقه پایین به‌عنوان اندرونی یا بخش‌های خانوادگی و زنان مورد استفاده قرار می‌گرفت. برنز می‌گوید که اندرونی به‌ویژه قابل توجه است. کاخ یک بخش مهمان یک‌طبقه در طرف غربی، بخش‌های خدماتی طاق‌دار در طرف شرقی دارد و طبقه دوم محل اقامت خانواده بود. ورودی مستقیمی به سکو و ایوان جنوبی وجود دارد که همچنین به بخش خدماتی و مقبره خانواده عظم می‌رسد.

## موزه
از سال ۱۹۵۶، این کاخ به‌عنوان یک موزه باستان‌شناسی نمایشگر یافته‌های باستان‌شناسی از مکان‌های مختلف در اطراف حماه، از جمله قلعه، بوده است. یکی از نمایش‌های مهم، موزاییکی از مریمین، حمص است که ارگ بادی، دولوآلوس، سنج‌های شاخه‌دار و معمولی، کیتارا (نوعی چنگ رومی) و اکسیوافی (که در اینجا شامل هشت کاسه فلزی زرد است که با دو چوب به صدا درمی‌آیند) را به نمایش می‌گذارد.

## نگاره‌ها

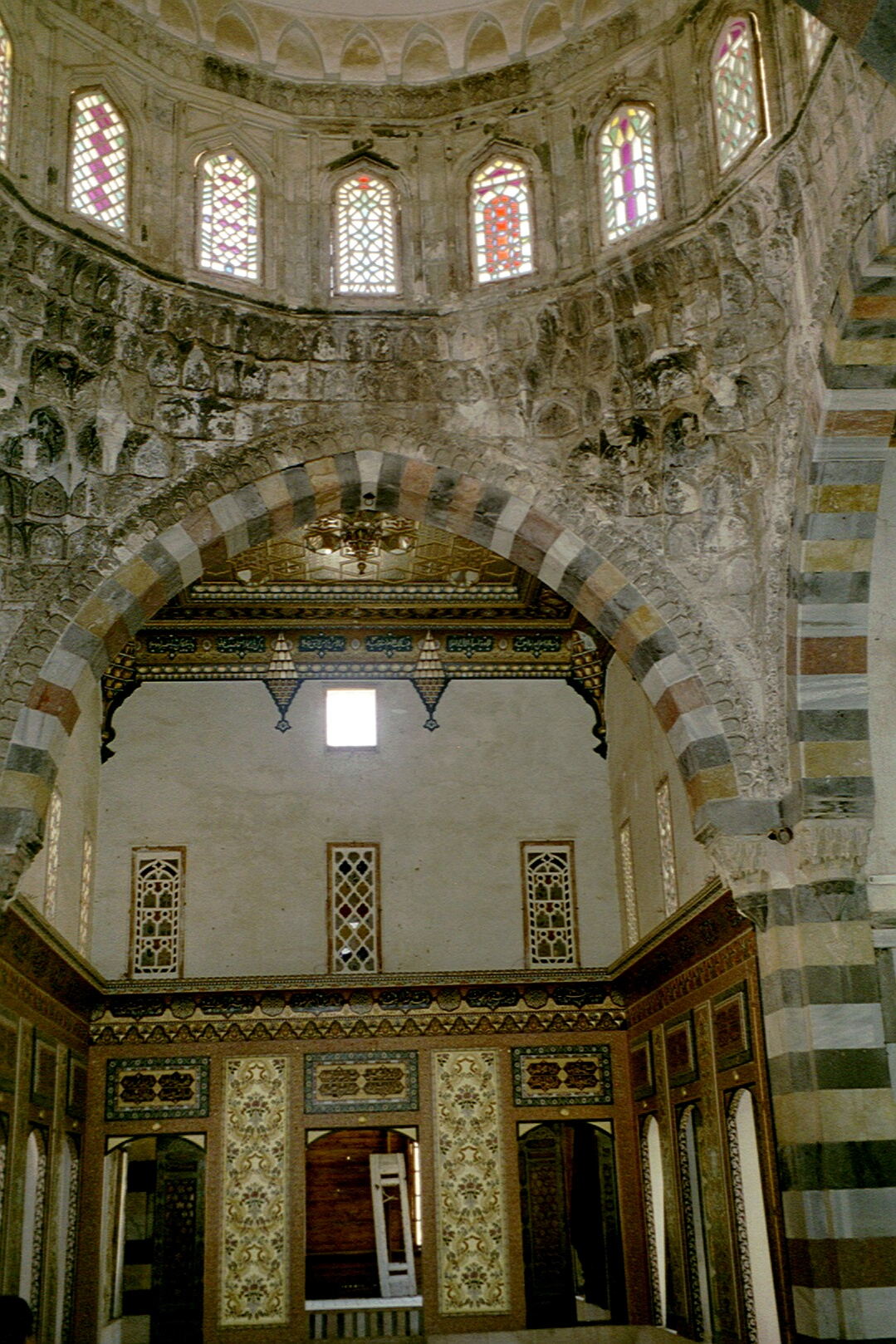
اتاق پذیرایی بزرگ
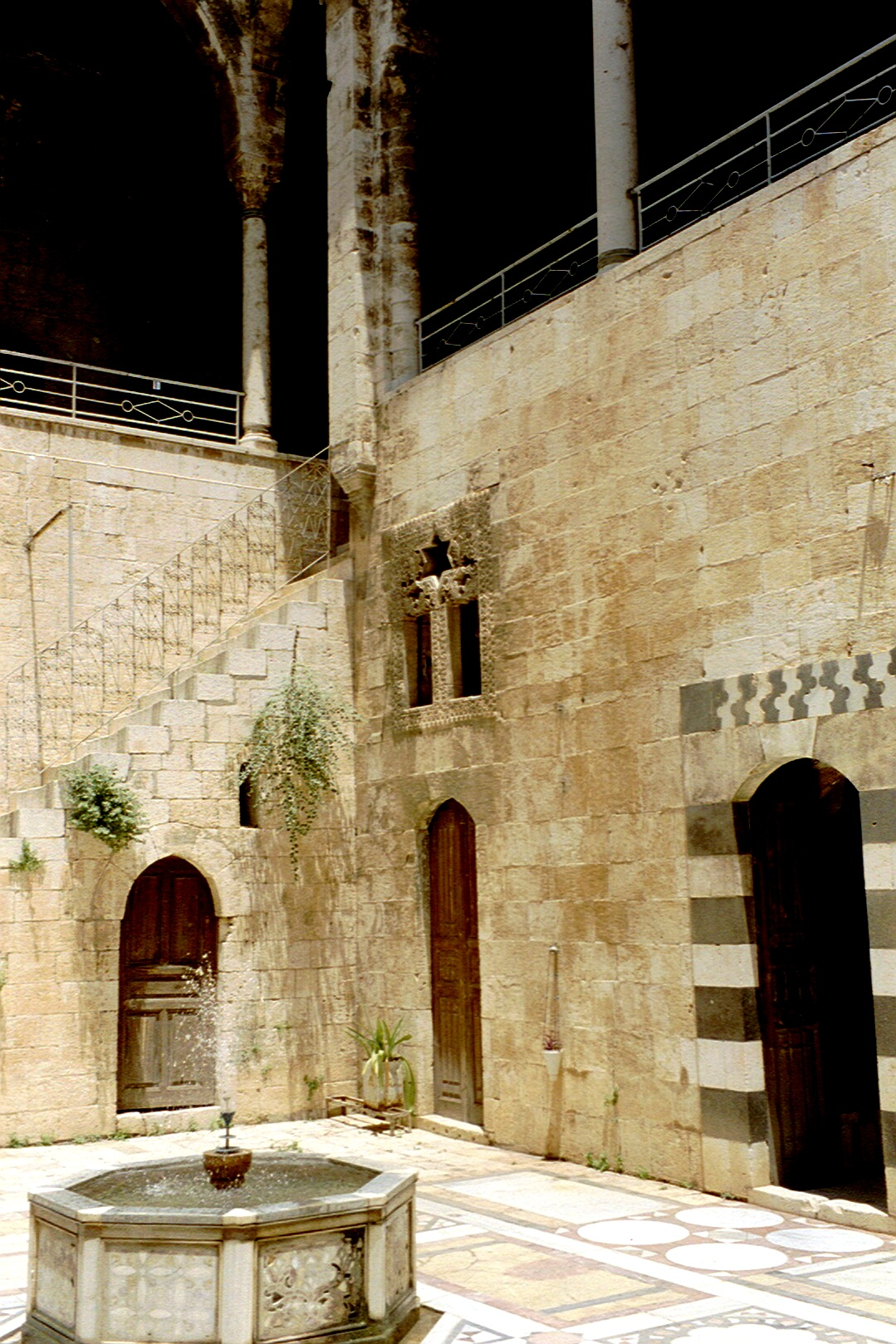
حیاط پایین کاخ که به حیاط بالایی می‌رسد
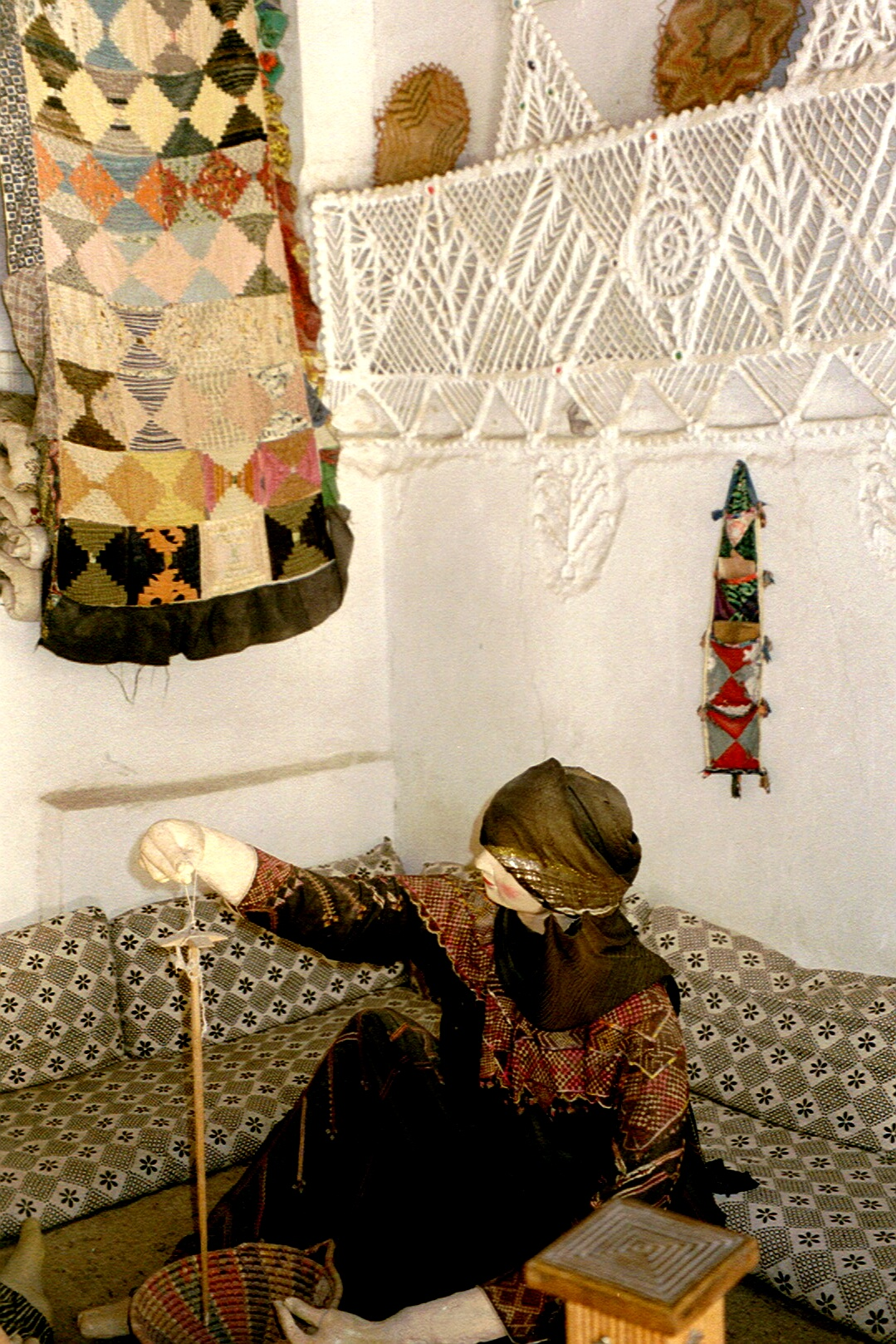
عروسک‌های زندگی سنتی